# Vynohradiv (huyện)
Huyện Vynohradiv (tiếng Ukraina: Виноградівський район, chuyển tự: Vynohradivs’kyi raion) là một huyện của tỉnh Zakarpattia thuộc Ukraina. Huyện Vynohradiv có diện tích 695 km², dân số theo điều tra dân số ngày 5 tháng 12 năm 2001 là 117863 người với mật độ 170 người/km2. Trung tâm huyện nằm ở Vynohradiv.